# Frank Lamson Scribner
Frank Lamson Scribner (of Lamson-Scribner) (Cambridgeport, 19 april 1851 – Washington, 22 februari 1938) was een Amerikaans botanicus en plantenpatholoog.
In 1885 was hij de eerste wetenschapper die in opdracht van de USDA ziekten van de economische planten bestudeerde.
Zijn ervaringen ondersteunen het gebruik van Bordeauxse pap. Scribner was een botanicus en directeur van de "EEA" van de University of Tennessee. Hij was de eerste die een paper publiceerde over plantenziekten in de Verenigde Staten die de nieuwe ziekte van aardappelnematoden beschreef.
- Bibliothèque nationale de France: cb10503985f (data)
- Author citation (botany): Scribn.
- Gemeinsame Normdatei: 1055326367
- International Standard Name Identifier: 0000 0000 8141 7174
- Library of Congress Control Number: n87134772
- National Archives and Records Administration: 10572872
- Nederlandse Thesaurus van Auteursnamen: 229498299
- Système universitaire de documentation: 110335821
- Virtual International Authority File: 61934705
- WorldCat: E39PBJrRf8hpfQ33dJd3g7jQv3